# Liomys spectabilis
Liomys spectabilis är en däggdjursart som beskrevs av Hugh H. Genoways 1971. Liomys spectabilis ingår i släktet Liomys och familjen påsmöss. IUCN kategoriserar arten globalt som starkt hotad. Inga underarter finns listade i Catalogue of Life.
Denna gnagare förekommer bara i den mexikanska delstaten Jalisco. Arten vistas i bergstrakter mellan 960 och 1600 meter över havet. Liomys spectabilis lever i landskap som kännetecknas av gräs, låga buskar, några glest fördelade träd och xerofila växter. Ibland hittas den i skogar med barrträd och ek eller i jordbruksområden.